# Ткачов Борис Сергійович
Борис Сергійович Ткачов нар. 10 березня 1959, Сімферополь) — радянський і український футболіст, що грав на позиції воротаря. Відомий за виступами у складі сімферопольської «Таврії» у вищій українській лізі. По закінченні виступів на футбольних полях — український футбольний тренер.

## Клубна кар'єра
Борис Ткачов народився у Сімферополі, проте займатися футболом він розпочав у московській футбольній школі ФШМ, у складі команди майстрів якої він дебютував у другій лізі СРСР у 1983 році. У 1984—1985 роках Ткачов знаходився у сладі московського «Локомотива», проте грав виключно за дублюючий склад, і в сезоні 1986 року знову грав у складі ФШМ. У 1990 році футболіст став гравцем сімферопольської «Таврії», яка на той час грала в першій лізі, проте зіграв у її складі лише 3 матчі. У 1992 році Борис Ткачов грав у складі команди другої ліги Росії «Волгар» з Астрахані. Сезон 1993—1994 року футболіст провів у складі команди третьої української ліги «Сіріус» із Жовтих Вод, а в другій половині 1994 року захищав ворота іншої третьолігової команди «Керамік» (Баранівка). На початку 1995 року Борис Ткачов грав уже у вищій українській лізі в складі сімферопольської «Таврії», проте зіграв у її складі лише 3 матчі. З 1995 до 1999 року Ткачов захищав ворота ізраїльського нижчолігового клубу «Секція» з Нес-Ціони.
У 1999 році Борис Ткачов повернувся в Україну, та став воротарем клубу першої ліги «Миколаїв». У команді він швидко став основним воротарем, за 4 роки зіграв у її складі 91 матч, у 2000 році визнаний кращим футболістом Миколаївської області. У другій половині 2003 року Ткачов захищав ворота команди другої ліги «Севастополь». На початку 2004 року футболіст став гравцем команди «Електрометалург-НЗФ» з Нікополя, і за півроку переходить на тренерську роботу.

## Після закінчення кар'єри футболіста
У другій половині 2004 року Борис Ткачов став тренером воротарів клубу «Кримтеплиця», проте, хоч і кілька разів перебував у запасі команди, на поле вже не виходив. У 2005 році головний тренер «тепличників» Олег Лутков отримав пропозицію очолити сімферопольський клуб «ІгроСервіс», після чого він забрав увесь тренерський штаб команди, включно з Ткачовим, до сімферопольського клубу. Після розформування «ІгроСервісу» Борис Ткачов перебрався до Донецька, де працював тренером воротарів у системі «Шахтаря», виступав одночасно за його ветеранську команду. Із початком незаконної окупації Криму колишній футболіст вирішує перебратися до рідного міста, де стає тренером воротарів створеного російськими окупантами клубу «ТСК-Таврія». На початку 2016 року він покинув команду, та перейшов також на посаду тренера воротарів у російський клуб «Динамо» (Брянськ). У 2017 році Борис Ткачов став тренером воротарів у клубі так званого «чемпіонату Криму» «Кримтеплиця», де працював до 2018 року.